# Numerikus időjárás-előrejelzés

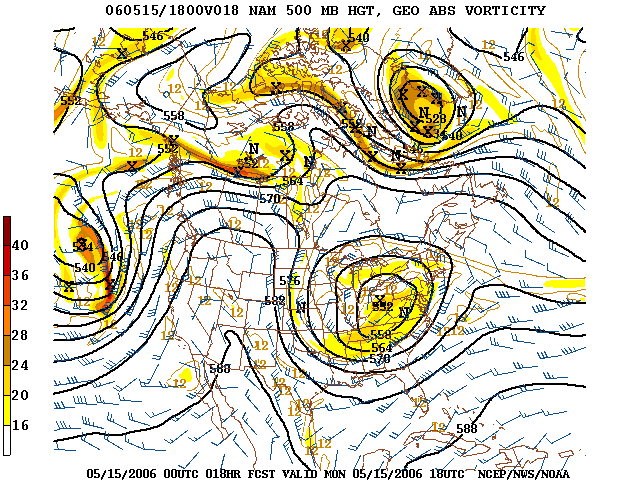
A numerikus időjárás-előrejelzés egyik példája 500 mbar geopotenciális tengerszint feletti magasságra vetítve

A numerikus időjárás-előrejelzés valós időjárási adatokat alapul véve matematikai modelleket alkalmaz lokális vagy globális időjárási viszonyok előrejelzésére. Bár az első lépéseket az 1920-as években tették, a numerikus időjárás-előrejelzés csak a számítógépek elterjedése után vált lehetségessé. A nagy kiindulási adatbázisok és az időjárás előrejelzéséhez szükséges komplex számításokhoz, amennyiben azt olyan részletességgel kívánják elvégezni, hogy az eredmény hasznos legyen, napjaink legnagyobb teljesítményű szuperszámítógépeire van szükség. Ma számos különféle előrejelző modell létezik, részben regionális, részben globális időjárás-előrejelzésre. A modellek együttes használata segíthet megérteni az előrejelzésben rejtőző bizonytalansági tényezőket és kiterjeszteni az előrejelzések időtartamát.

## A numerikus időjárás-előrejelzés fizikai háttere
A numerikus modellek azt veszik alapul, hogy a légkör folyadék módjára viselkedik. A numerikus időjárás-előrejelzés modelljeiben a légkör egy adott állapotára vonatkozó adatokat táplálják a légkör viselkedését leíró termodinamikai és folyadékdinamikai egyenletekbe, amelyek segítségével a folyadék jövőbeni helyzetét lehet meghatározni.

## Története
Először Lewis Fry Richardson brit matematikus javasolta 1922-ben a numerikus időjárás-előrejelzést. Richardson ekkor adta ki Időjárás-előrejelzés numerikus eljárásokkal című művét, amiben leírta hogy kisebb időszakok előrejelzésére a dinamikai egyenletekben fontos légköri áramlat elhanyagolásával numerikus megoldást lehet találni. Ennek ellenére a számításokat nem sikerült elvégezni az első számítógép megérkezéséig. Az első sikeres időjárás-előrejelzést 1950-ben az amerikai Jule Charney, Philip Thompson, Larry Gates és a norvég Ragnar Fjörtoft meteorológusok végezték, akik az ENIAC számítógépet vették igénybe. Számításaikhoz az egyszerűsített, barotropikus modelleket vették alapul, ami lényegesen csökkentette a végrehajtáshoz szükséges számítástechnikai kapacitásokat. A későbbi modellek, amikor már sokkal nagyobb kapacitású gépek álltak rendelkezésre, komplex légkördinamikai és termodinamikai egyenleteket használtak.
Az időjárás-előrejelzés egyik első gyakorlati alkalmazására 1955-től került sor, amikor az amerikai légierő, az amerikai haditengerészet és az Egyesült Államok Meteorológiai Irodája (U.S. Weather Bureau) közös projektet indított a numerikus időjárás-előrejelzés megvalósítására.

## Az előrejelző modell meghatározása
A modell ebben az értelemben egy olyan számítógépes program, amely jövőbeni meteorológia információkat biztosít egy adott földrajzi pontra. A modellek horizontálisan lehetnek globálisak, vagyis az egész Földre kiterjedően adnak információkat, illetve regionálisak, vagyis a Földnek csak egy részét fedik le. A regionális modellek másik elnevezése a korlátozott területű (limited area) modell.

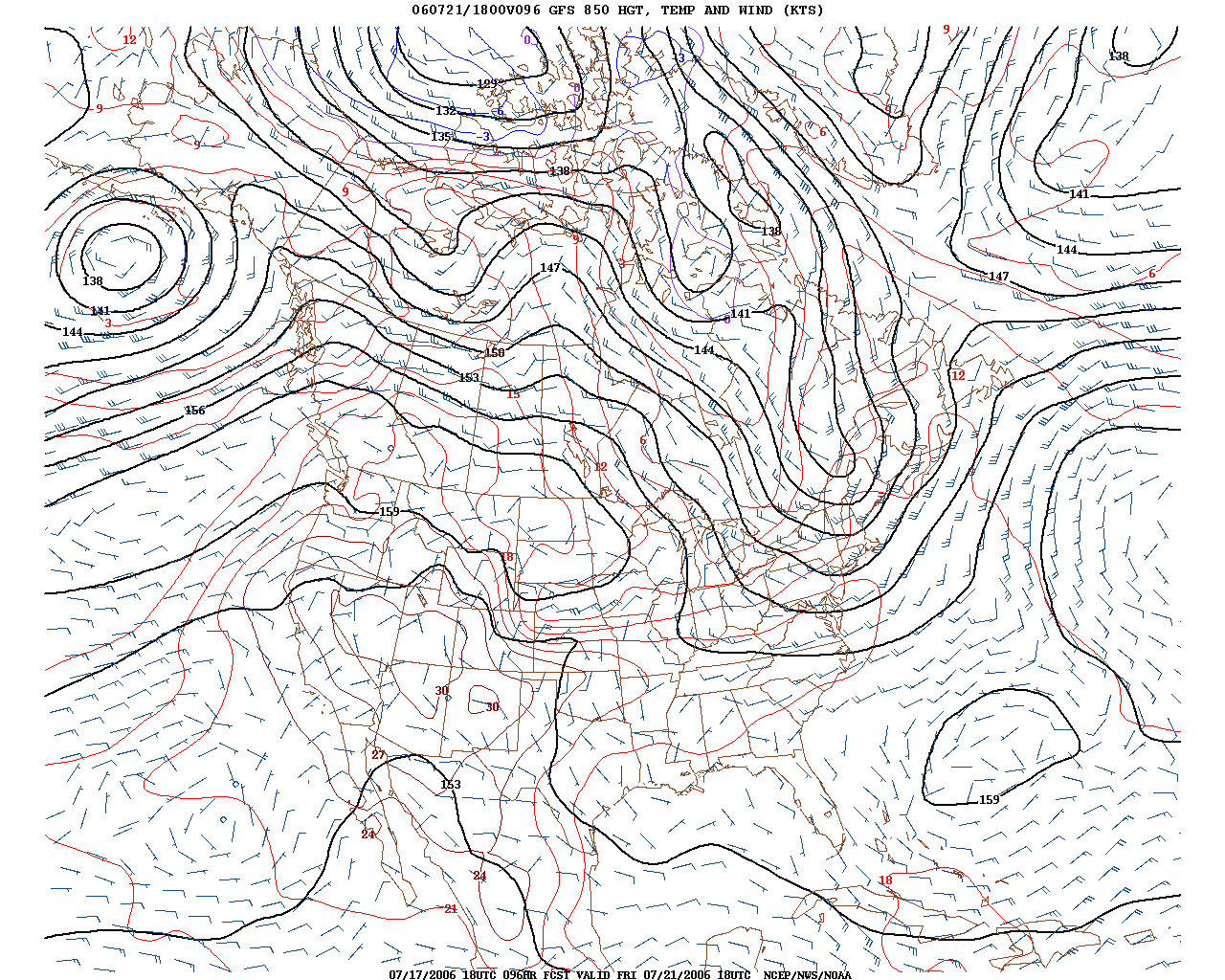
A Global Forecast System által generált 96 órás előrejelzés

Az előrejelzéseket a modellek hidrotermodinamikai egyenletrendszerei alapján számolják ki. Mivel ezek nemlineáris parciális differenciál egyenletek, analitikus megoldásuk lehetetlen, ezért a numerikus modellek egyik fontos feladata a megoldások valószínűségének kiszámolása, illetve a folytonos függvények diszkrét megközelítése térben és időben. A különféle modellek használata azonos kiindulási adatok mellett is különféle megoldásokat eredményezhet. A térbeli (horizontális és vertikális) dimenziók esetében a véges különbséges, a véges elem és a spektrális módszer használják a modellek.A regionális modellek előnye, hogy sokkal nagyobb felbontást tudnak adni az előrejelzésben, mivel nem kell globális megoldást adni az egyenletekre.
A numerikus előrejelzés első lépése a kezdeti feltételek előállítása, vagyis a modell inicializálása. Ezt a tényleges mérések (rádiószondák, meteorológiai műholdak, felszíni állomások) adatainak és objektív elemzések, illetve a korábbi modellezések eredményeinek felhasználásával végzik. A különféle földrajzi helyszínekről származó adatokat az adatasszimiláció és objektív elemzés módszereivel összesítik, amelyek egy matematikai algoritmus alapján kiszámolják a kiindulási adatokat a modellben használt rács (változó felbontású, focilabda vagy hibrid koordináta-rendszer) pontjaira. A modell integrálása alatt végzik el az egyenletrendszer megoldását, amely megadja a kiindulási adatok megváltozását egy adott (rövid) időtartamra. Az eredményül kapott időjárási helyzet adatait ismét betáplálják a modellbe és ezt addig ismétlik, míg az előrejelzést a kívánt időtartamra meg nem kapják. Az angolul time stepping néven ismert eljárás nagysága változó, a globális modellek esetében akár 10 perc is lehet, míg a regionális modellek esetében pár másodperctől pár percig terjedhet. Az előrejelzés utolsó lépése az utófeldolgozás, amely lényegében a speciális paraméterek meghatározását, illetve a kapott eredmények megjelenítését jelenti.

## Ensemble előrejelzés
1963-ban Edward Lorenz felvetette, hogy nem lehetséges az időjárás pontos előrejelzése, mivel a légkör viselkedését leíró folyadékdinamikai elméletek kaotikus természetűek, kutatásaival egyben lefektetve a káoszelmélet alapjait is. Ezen felül az időjárási megfigyelőállomások nem egyenletesen fedik le a Föld felszínét, ezért a rendelkezésre álló adatok térben és időben is korlátozottak - pl. relatíve kevés információ áll rendelkezésre a Csendes-óceán állapotáról, ami bizonytalanságot eredményez a légkör kiindulási állapotának meghatározásánál.
Az előrejelzés során megoldandó nemlineáris egyenletrendszer nagy érzékenységet mutat a kezdeti feltételekre, vagyis a kis kezdeti bizonytalanságok is nagy eltéréseket eredményezhetnek. A kezdeti feltételek mindig tartalmaznak valamekkora hibát (mérések hiánya, mérések pontatlansága), ezért az előrejelzés megbízhatóságának növelésére az ensemble (együttes)előrejelzések készítését alkalmazzák. Az ensemble előrejelzés lényege, hogy kismértékben változó kezdeti feltételekkel több előrejelzést készítenek, az előrejelzések együtteséből aztán lehetségessé válik a valószínűségi megközelítés, lehetséges következtetni az előrejelzés bizonytalanságára.
Az ensemble előrejelzések két nagy változata a multi-modell ensemble, amely a modellek felírása során fellépő bizonytalansági tényezőket több modell együttes használatával kompenzálja. A multi-modell módszer az egyik legegyszerűbb ensemble előrejelzés, egyik példája az európai SRNWP-PEPS operatív multi-modell ensemble, amelyben 21 európai ország 24 modellel vesz részt.
A másik lehetséges eljárás a multi-analízis ensemble, amely különböző kezdeti feltételekkel vagy technikákkal készített előrejelzéseket használ. A két fenti eljárást együttesen is használják, a multi-modell multi-analízis ensemble pl. a spanyol meteorológiai szolgálat SREPS módszere.
Az ensemble-előrejelzések egyik problémája az eredmények megjelenítése. Kis elemszámú ensemble elemzéseknél az egyes tagokat külön-külön jelenítik meg, de nagy elemszámú ensemble rendszer esetén ez már nem áttekinthető. Ilyenkor használják az ún. ensemble átlagot, illetve mediánt a különböző előrejelzések egyesítésére. Az ensemble bélyeg diagram a tagok előrejelzéseit egy adott időpontra és helyre egymás mellé helyezve jeleníti meg. Ennek előnye, hogy a lényeges eltérések jól áttekinthetők, de a részletek elemzése már nehézkes. A fáklya diagram (spaghetti-plot) valamely földrajzi helyre vonatkozóan szemlélteti a légköri nyomás, vagy más kiválasztott elem időbeli alakulását.

## További irodalom
- Beniston, Martin. From Turbulence to Climate: Numerical Investigations of the Atmosphere with a Hierarchy of Models. Berlin: Springer, 1998.
- Kalnay, Eugenia. Atmospheric Modeling, Data Assimilation and Predictability. Cambridge University Press, 2003.
- Thompson, Philip. Numerical Weather Analysis and Prediction. New York: The Macmillan Company, 1961.
- Pielke, Roger A. Mesoscale Meteorological Modeling. Orlando: Academic Press, Inc., 1984.
- U.S. Department of Commerce, National Oceanic and Atmospheric Administration, National Weather Service. National Weather Service Handbook No. 1 - Facsimile Products. Washington, DC: Department of Commerce, 1979.